# Data Design Interactive
Data Design Interactive Ltd. fue un desarrollador y editor de videojuegos británico fundado en 1983. Originalmente se conocía como Data Design Systems antes de ser adquirido por Green Solutions en 1990 y renombrado en 1999. En 2007, compraron Metro3D Europe Ltd., una subsidiaria de Metro3D, Inc. y la transformó en su subsidiaria de desarrollo de Wii, Popcorn Arcade. También tenían una oficina con sede en Estados Unidos conocida como Data Design Interactive, LLC, que abrió en 2008. La empresa cerró en agosto de 2012.
La compañía es notable por haber lanzado videojuegos para la Wii que han recibido críticas negativas por parte de los medios especializados, en particular Ninjabread Man.

## Videojuegos desarrollados
- Action Girlz Racing (PC, 2005; PlayStation 2, Wii, 2007)
- Aliens (ZX Spectrum, 1986)
- An American Tail (PlayStation 2, 2007)
- Anubis II (PC, 2006, PlayStation 2, 2005; Wii, 2007)
- Austin Mini Racing (PC, PlayStation 2, 2006)
- Battle Rage: The Robot Wars (Wii, 2008)
- Billy the Wizard: Rocket Broomstick Racing (PC, PlayStation 2, 2006; Wii, 2007)
- Bomber (ZX Spectrum, 1986)
- Casper and The Ghostly Trio (PlayStation 2, 2006)
- Caverns D'OR (ZX Spectrum, 1986)
- City Soccer Challenge (PC, PlayStation 2, 2005, Wii, 2008)
- Classic British Motor Racing (PC, PlayStation 2 2006, Wii; 2008)
- Conquest Earth: "First Encounter" (PC, 1997)
- Crazy Mini Golf (Wii, 2008)
- Crazy Mini Golf 2 (Wii, 2009; Nintendo Switch, 2019)
- Earache Extreme Metal Racing (PC, 2006, PlayStation 2, 2007; Wii, 2008)
- Gubble Buggy Racer (PC, 2000)
- Habitrail Hamster Ball (PC, 2004; PlayStation 2, 2005)
- Hamster Heroes (PC, 2006, PlayStation 2, 2005; Wii, 2008)
- Invadas (ZX Spectrum, 1986)
- Junior League Sports (Wii, 2010; Nintendo Switch, 2019)
- Kawasaki Jet Ski (PC, PlayStation 2, 2007; Wii, 2008)
- Kawasaki Quad Bikes (PC, PlayStation 2; Wii, 2007)
- Kawasaki Snowmobiles (PC, PlayStation 2, 2007; Wii, 2008)
- Kidz Sports Basketball (PC, 2006, PlayStation 2, 2004; Wii, 2007)
- Kidz Sports Ice Hockey (PC, 2007, PlayStation 2, 2004; Wii, 2008)
- LEGO Rock Raiders (PlayStation, 2000)
- Living World Racing (PC, PlayStation 2, 2005)
- London Taxi: Rush Hour (PC, PlayStation 2, 2006; Wii, 2008)
- Luna Rover (ZX Spectrum, 1985)
- Mini Desktop Racing (PC, PlayStation 2, 2005; Wii, 2007)
- Monster Trux Extreme: Arena Edition (PC, 2006, PlayStation 2, 2005; Wii, 2007)
- Monster Trux Extreme: Offroad Edition (PC, PlayStation 2, 2005; Wii, 2007)
- My Personal Golf Trainer (Wii, 2010)
- Myth Makers: Orbs of Doom (PC, 2006; PlayStation 2, 2004; Wii, 2007)
- Myth Makers: Super Kart GP (PC, 2006; PlayStation 2, 2004; Wii, 2007)
- Myth Makers: Trixie in Toyland (PC, 2005; PlayStation 2, 2007; Wii, 2008)
- Nickelodeon Party Blast (GameCube, PC, Xbox, 2002)
- Ninjabread Man (PC, PlayStation 2, 2005; Wii, 2007)
- Offroad Extreme! Special Edition (PC, 2006; PlayStation 2, Wii, 2007)
- Farmyard Party (Wii, 2009)
- Rig Racer 2 (PC, 2005, PlayStation 2, 2006, Wii, 2007)
- Rise of the Robots (Game Gear, Sega Mega Drive, SNES, 1994)
- Rock 'N' Roll Adventures (PC, PlayStation 2, Wii, 2007)
- Simeon (ZX Spectrum, 1986)
- Space Fright (ZX Spectrum, 1986)
- Tonka Monster Trucks (PC, 2001)
- Tonka Space Station (PC, PlayStation, 2000)
- Urban Extreme (PC, PlayStation 2, 2006, Wii, 2008)
- Wheel of Fortune (Game Boy, 1990)
- Zombie Island (ZX Spectrum, 1986)
- Annals of Rome (ZX Spectrum, 1986)
- DNA Warrior (ZX Spectrum, 1989)
- Invasion Force (ZX Spectrum, 1990)
- James Pond 2: Codename: RoboCod (Commodore 64, 1992, Game Boy, 1993)
- Jeopardy! (Game Boy, 1991)
- Jeopardy! Platinum Edition (Game Boy, 1996)
- Jeopardy! Sports Edition (Game Boy, 1994)
- Jeopardy! Teen Tournament (Game Boy, 1996)
- LEGO Chess (PC, 1998)
- LEGO Rock Raiders (PC, 1999)
- Loopz (Amstrad CPC, 1990, ZX Spectrum, 1991)
- Xenon 2: Megablast (Sega Master System, 1991)
- Pegasus Bridge (ZX Spectrum, 1988)
- Pinkie (Amiga, 1994; SNES, 1995)
- Pogotron (ZX Spectrum, 1989)
- Super League (ZX Spectrum, 1983)
- Tobruk (Amstrad CPC, Commodore 64, ZX Spectrum, 1987)
- Waterworld (Sega Mega Drive, no lanzado)
- X-It (Amiga, PC, 1994)